# Håkon Christie
Håkon Andreas Christie, född 30 augusti 1922 i Nannestad, död 14 december 2010 i Oslo, var en norsk arkitekt och byggnadshistoriker.
Christie anställdes vid Riksantikvaren 1950 och var förste antikvarie 1978–1991. Därefter var han forskare vid Norska institutet för kulturminnesforskning.
Christie genomförde grundläggande undersökningar av kyrkobyggnader i Norge och andra länder. Tillsammans med sin maka, konstvetaren Sigrid Christie, inledde han 1949 arbetet med bokverket Norges kirker. De gav ut sju volymer som täckte kyrkorna i Østfold, Akershus och Buskerud. År 2005 tilldelades han Groschmedaljen.